# Teleogryllus posticus
Teleogryllus posticus är en insektsart som först beskrevs av Walker, F. 1869.  Teleogryllus posticus ingår i släktet Teleogryllus och familjen syrsor. Inga underarter finns listade i Catalogue of Life.